# Christoph von Benckendorff
Christoph von Benckendorff (in russo Христофор Иванович Бенкендорф?, Christopher Ivanovič Benkendorf; Fredrikshamn, 30 luglio 1749 – Kolga, 10 giugno 1823) è stato un generale russo, governatore generale di Riga.

## Biografia
Figlio maggiore del governatore militare di Riga, Johann Michael von Benckendorff, Christoph Ivanovič (com'era noto secondo la grafia russa), nacque il 30 luglio 1749 ed era discendente da un'antica famiglia di origini tedesche.
Entrato nell'esercito russo nel 1760, nel 1762 divenne ufficiale delle truppe del conte Černyšëv e prese parte alle battaglie finali della Guerra dei Sette anni.
Nel 1770 divenne aiutante del generale M.V. Berg, prendendo parte alla campagna in Crimea ed alla battaglia di Perekop; l'anno successivo venne trasferito nel corpo d'armata del generale Baur, nella guerra contro i turchi sul Danubio.
Il 24 novembre 1771, per essersi distinto nella battaglia di Bucarest, Benckendorf venne promosso al grado di maggiore, venendo nominato quartiermastro nel marzo del 1772. Cinque anni dopo venne trasferito al reggimento di fanteria di Narva come tenente colonnello, e nel 1782 fu promosso colonnello.
Nel 1779 conobbe la sua futura moglie a Montbeliard. Il 26 novembre 1786 venne insignito dell'Ordine di San Giorgio di IV classe, ottenendo nel 1789 il grado di generale di brigata ed il 5 febbraio 1790 quello di maggiore generale.
Godette sempre del favore della corte imperiale: suo padre era molto amico dell'allora granduca Paolo, mentre sua madre era stata legata da profonda amicizia con la granduchessa Maria sin dall'infanzia. Malgrado ciò questo legame venne osteggiato dalla zarina Caterina II di Russia che voleva evitare che il figlio avesse dei favoriti.
Una volta salito al potere, Paolo I, il 12 novembre 1796, promosse il giovane Benckendorff al grado di tenente generale e lo nominò governatore militare di Riga. In questa posizione, Benckendorff ottenne rispetto e apprezzamento per i propri compiti; il 5 aprile 1797 venne insignito dell'Ordine di Sant'Aleksandr Nevskij ed il 30 settembre 1798 ottenne il grado di generale di fanteria.
Ben presto però, a causa della sua cattiva salute, venne costretto a lasciare il servizio militare attivo (13 settembre 1799) e trascorse il resto dei suoi giorni presso la tenuta del conte Stenbock a Kolga, non lontano da Riga, ove morì il 10 giugno 1823.

## Matrimonio e figli

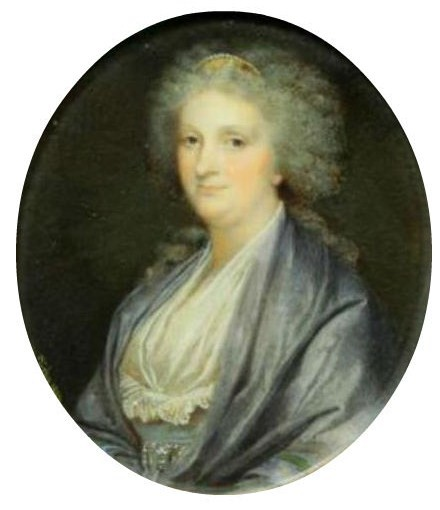
Anna Julianne Schelling von Kanstadt

Sposò la baronessa Anna Julianne Schelling von Kanstadt (1758 - 11 marzo 1797), con la quale ebbe i seguenti figli:
- Alexander (1782-1844), generale di cavalleria, membro del Consiglio di Stato.
- Konstantin (1785-1828), tenente generale, aiutante generale.
- Maria (1784-1841), sposò il tenente generale Ivan Egorovič Ševič.
- Dorothea (1785-1857), star della società laica londinese, sposò il principe Christoph von Lieven.